# Лалла Маліка
Принцеса Лалла Маліка (14 березня 1933 — 28 вересня 2021) — голова Марокканського Червоного Півмісяця з 1967 року до смерті в 2021 році, принцеса Марокко.

## Життєпис
Народилась 14 березня 1933 року в Рабат-Сале-Заммур-Заер в родині короля Марокко Мухаммеда V та його другої дружини Лалли Абла бінт Тахар. Мала брата, короля Марокко Хасана II і сестер Айшу та Фатіму.
16 серпня 1961 року у Дар-аль-Махзені в Рабаті за потрійної церемонії зі своїми сестрами, Айшею та Фатімою, одружена з Мохамедом Черкауї (1921—2002), послом у Франції (1961—1964), Президентом Постійного консультативного комітету Магрибу (1964), Міністром фінансів та національної економіки (1964—1965), розвитку (1965—1966), закордонних справ (1966—1967) та національної оборони (1967), Президентом африкансько-азійського економічного співробітництва.[джерело?]
У шлюбі народила дітей: 
- Мулай Сулейман Черкауї
- Мулай Омар Черкауї
- Мулай Мехді Черкауї
- Лалла Рабія Черкауї

Померла у віці 88 років 28 вересня 2021 року.

## Нагороди
- Дам Гранд Кордон ордена престолу (Королівство Марокко).